# Sismo interplacas
Sismos interplacas  são sismos que ocorrem em zonas de fronteira entre placas tectónicas. Representam cerca de 95% da sismicidade tectónica global.[carece de fontes?]